# Талауд
Талауд (на индонезийски: Kepulauan Talaud) са група острови в западната част на Тихия океан, разположени между остров Минданао на север (на 180 km) и Молукските острови на юг (на 190 km). На запад от тях се намира северната част на архипелага Сангихе. Островите са територия на Индонезия. Общата им площ е 1281 km². Най-големите от тях са: Каракелонг (846 km²), Салебабу и Кабуруанг. Максимална височина – 680 m (на остров Каракелонг). Изградени са от габро, базалти, пясъчници, а в крайбрежните зони – от коралови варовици. Покрити са тропични гори. Има засилен добив и износ на копра и ценна дървесина. Развит е местният риболов. Най-голямо селище и административен център е град Бео.